# Distretto di Nanzi
Il distretto di Nanzi (楠梓區S, Nánzǐ QūP) è un distretto della municipalità di Kaohsiung, situata a Taiwan.